# Pallard the Punter
Pallard the Punter é um filme mudo britânico de 1919, do gênero policial, dirigido por J.L.V. Leigh e estrelado por Jack Leigh, Heather Thatcher e Lionel d'Aragon. Foi baseado no romance Grey Timothy, de Edgar Wallace. Foi feito pela Gaumont British no Lime Grove Studios em Shepherds Bush.

## Elenco
- Jack Leigh ... Brian Pallard

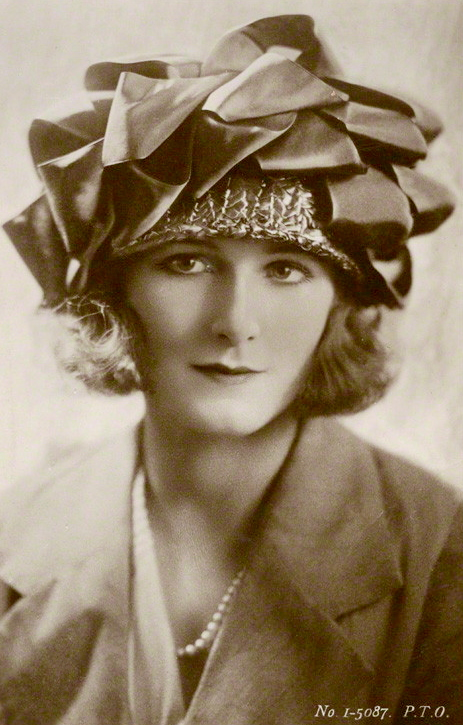
Heather Thatcher

- Heather Thatcher .. Gladys Callender
- Lionel d'Aragon ... Lord Pinlow
- Cecil Morton York ... Peter Callender
- Cyril Smith ... Horace Callender